# Jean-Baptiste Lutz
Pour les articles homonymes, voir Lutz.
Jean-Baptiste Lutz, né le 12 janvier 1988 à Besançon (Doubs), est un kayakiste français.

## Palmarès

### Championnats du monde
- Championnats du monde de course en ligne de canoë-kayak de 2009 à Dartmouth :
  -  Médaille de bronze en K-1 relais 4x200 m.